# 缨巨口鱼
缨巨口鱼（学名：Thysanactis dentex）为輻鰭魚綱鲑形目黑巨口鱼科缨巨口鱼属的鱼类。在中国，分布于大西洋、印度洋、太平洋等。该物种的模式产地在13°47′N，61°26′W，500m.w.。